# سير (كوهباية)
سیر (بالفارسية: سیر) هي قرية تقع في إيران في قسم كوهبایة الريفي. يقدر عدد سكانها بـ 540 نسمة بحسب إحصاء 2016.